# Émile Krieps
Émile Krieps (ur. 4 stycznia 1920 w Differdange, zm. 30 września 1998 w Luksemburgu) – luksemburski polityk, nauczyciel i wojskowy, działacz ruchu oporu, deputowany oraz minister.

## Życiorys
Kształcił się w szkole nauczycielskiej, po czym pracował jako nauczyciel w miejscowości Derenbach. W 1941 został zatrzymany pod zarzutem działalności w Lëtzeburger Patriote Liga, organizacji luksemburskiego ruchu oporu. Przez sześć miesięcy był więziony w niemieckim obozie koncentracyjnym Hinzert. Po zwolnieniu działał w grupie oporu Pi-Men. Następnie przez Francję, Hiszpanię i Portugalię przedostał się w 1943 do Wielkiej Brytanii. Za zgodą rządu na uchodźstwie dołączył do armii belgijskiej. Awansowany na porucznika, po wyzwoleniu został żołnierzem luksemburskich sił zbrojnych.
W trakcie powojennego procesu Norberta Gomanda, któremu zarzucono zniesławienie rządu na uchodźstwie, Émile Krieps zeznawał na korzyść oskarżonego. W sierpniu 1946 znalazł się w gronie czterech dawnych działaczy ruchu oporu, którzy zostali zatrzymani pod zarzutem planowania antyrządowego puczu. Oskarżenia nie zostały w żadnej mierze potwierdzone, a sprawę zamknięto w październiku tegoż roku wobec braku dowodów. Émile Krieps kontynuował pracę w wojsku, był m.in. dowódcą służb technicznych. Służbę zakończył w 1967 w stopniu podpułkownika. Zaangażował się następnie w działalność polityczną w ramach Partii Demokratycznej. W 1969 zasiadł w Izbie Deputowanych; do luksemburskiego parlamentu był następnie wybierany w 1974, 1979, 1984 i 1989. W latach 1970–1971 i 1987–1990 działał w samorządzie miejskim Luksemburga.
W latach 1971–1974 był sekretarzem stanu w resorcie spraw wewnętrznych w rządzie Pierre’a Wernera. Wchodził następnie w skład gabinetu Gastona Thorna, w który pełnił funkcje ministra zdrowia publicznego i środowiska (1974–1977), ministra służb publicznych (1974–1979), odpowiadającego za obronę ministra sił policyjnych (1974–1979), ministra zdrowia publicznego (1977–1979) oraz ministra ds. kultury fizycznej i sportu (1977–1979). W kolejnym rządzie Pierre’a Wernera zajmował natomiast stanowiska ministra zdrowia, ministra sił policyjnych oraz ministra ds. kultury fizycznej i sportu (1979–1984).